# Beharovce
Beharovce (em húngaro: Beharóc; alemão: Beharz) é um município da Eslováquia, situado no distrito de Levoča, na região de Prešov. Tem 2,65 km² de área e sua população em 2018 foi estimada em 162 habitantes.

## Demografia
| Ano:        | 1994 | 2004    | 2014    | 2024    |
| ----------- | ---- | ------- | ------- | ------- |
| Broj ljudi: | 166  | 184     | 163     | 181     |
| Razlika:    |      | +10,84% | -11,41% | +11,04% |

| Ano:               | 2023 | 2024   |
| ------------------ | ---- | ------ |
| Número de pessoas: | 186  | 181    |
| Diferença:         |      | -2,68% |